# Langues nguni
Cet article concerne les langues nguni. Pour les peuples nguni, voir Nguni (peuple).
Ne doit pas être confondu avec Ngoni (langue).

Répartition de locuteurs à domicile de langues Nguni en Afrique du Sud.

Les langues nguni sont un sous-groupe de langues bantoues parlées à travers l’Afrique australe. Elles sont étroitement apparentées et souvent mutuellement intelligibles.

## Subdivisions
Il existe une répartition traditionnelle, selon plusieurs critères phonologiques, entre :

- les langues Zunda (/z/) : zoulou, xhosa et ndébélé du nord ;
- les langues Tekela (/t/) : swati, phuthi, bhaca, hlubi, lala et ndébélé du sud.

Ainsi, swazi (la forme zoulou) devient swati dans la langue locale.  
Une autre distinction répartit les Ngunis septentrionaux – comprenant les Zoulous et les Swazis – et les Ngunis méridionaux, au nombre desquels on compte les Xhosas, les Thembus, les Mfengus, les Mpondos et les Mpondomises.

## Comparaisons
| Français        | "Je comprends un peu le français."      |
| --------------- | --------------------------------------- |
| Zoulou          | Ngisizwa kancane isiFulentshi.          |
| Xhosa           | Ndisi-qonda ka-ncinci nje isi-Frentshi. |
| Ndébélé du nord | Ngisizwisisa kancane isiFrench.         |
| Swati           | Ngi-siva ka-ncane nje si-Fulentji.      |

## Organisation sociale

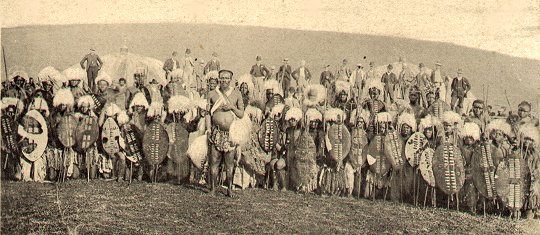
Guerriers zoulous de la fin du XIXe siècle

On associe quelques traits culturels aux ethnies parlant les langues nguni : l’organisation traditionnelle en clans patrilinéaires sous la houlette de chefs quasi méritocrates ; l’élevage de bétail ; une certaine esthétique musicale, etc. Les notables y tentaient de se rendre indépendants en créant leur propre clan. Le pouvoir d’un chef dépendait souvent de sa capacité à maintenir l’unité de son clan.
À partir de 1800 environ, l’ascension du clan zoulou au sein des Ngunis et la période de mfecane qui suivit, accompagnant l’expansion des Zoulous dirigés par Chaka, ont contribué à cimenter et à consolider des alliances entre de nombreux clans mineurs. Par exemple, le royaume de l'Eswatini fut créé au début du XIXe siècle par différents groupes nguni qui s’allièrent avec le clan des Dlamini contre la menace d’une attaque extérieure. Il groupe aujourd’hui de nombreux clans différents qui parlent une langue nguni appelée swati et sont loyaux envers le roi de l'Eswatini, qui est aussi le chef du clan Dlamini.